# Kifissià
Kifissià (Κηφισιά) és una població i municipi de la unitat perifèrica d'Atenes Septentrional, a la perifèria d'Àtica, Grècia. També forma part de l'àrea metropolitana d'Atenes. Kifissià és la capital i el segon municipi més populós d'Atenes Septentrional.

## Geografia

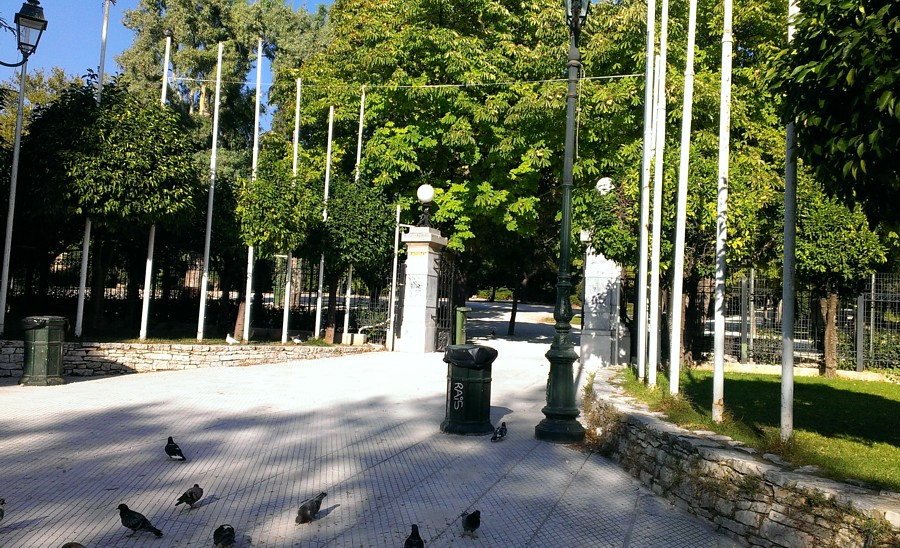
Els jardins de Kifissià

Kifissià es troba localitzada al centre de la perifèria de l'Àtica, a l'extrem occidental de la boscosa serra del pentèlic. El petit riu Kifisós forma el límit occidental del municipi. Kifissià es troba a 12 quilòmetres (km) al nord-est de distància del centre d'Atenes. La zona urbana de Kifissià forma una conurbació amb els municipis veïns de Lykovrysi-Pefki i Marussi. Kifissià comprén els següents barris: Adames, Ano Kifissià, Kato Kifissià, Kefalari, Nea Kifissià, i Politia (o Politia). Kifissià és una ciutat dormitori verda, amb molts parcs i avingudes arbrades.
La principal via d'accés és l'avinguda Kifissià, la qual connecta el municipi amb el centre urbà d'Atenes i la circumval·lació nord (autopista 6). L'estació de Kifissià és el final de la línia 1 del metro d'Atenes.

### Clima

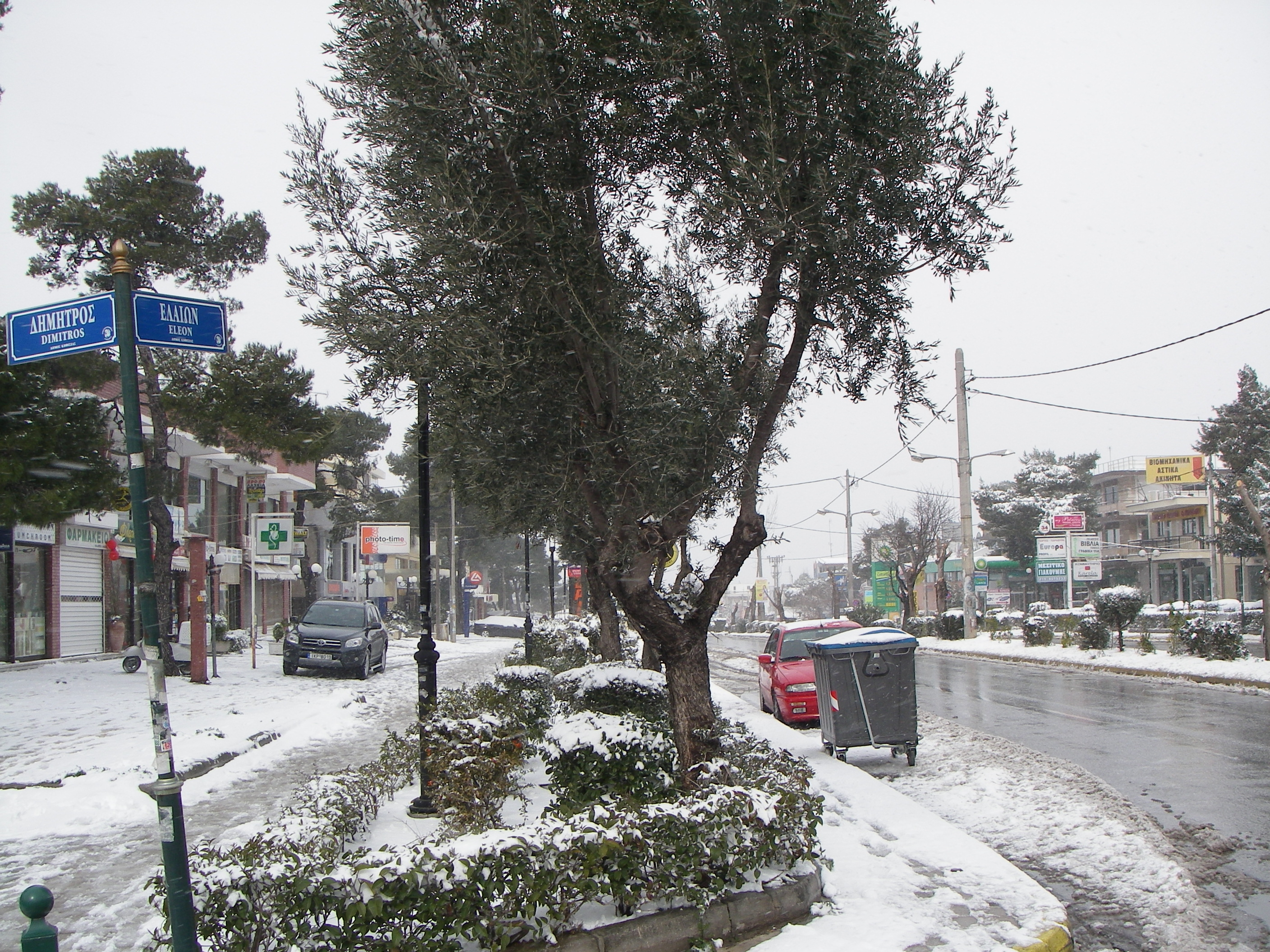
Carrer de Kifissià sota la neu (2008)

Kifissià té un clima mediterrani d'estiu càlid, amb calents i secs estius i freds i plujosos hiverns. Degut a la seua relativa altitud, Kifissià, com gran part de l'Atenes septentrional, té una mitjana anual (16,1 °C) significativament baixa de temperatura en comparació amb les zones costaneres de l'àrea metropolitana d'acord amb les dades anuals de 1956 a 2010 arreplegades a la veïna estació meteorològica de Tatoi, tot i que ha anat augmentat recentment.
Les precipitacions anuals totals són de vora els 450 mil·límetres (mm), unes de les més elevades de tota la conca d'Atenes, principalment degut a les altes precipitacions causades per l'efecte llac en pluges o nevades de la mar Egea cap al nord-est als mesos d'hivern i les freqüents tempestes d'estiu en comparació amb la resta de l'àrea metropolitana. La neu en particular, tot i que no és excessivament comuna, pot provocar una gran interrupció de la vida diària, ja que ocasionalment cau en grans quantitats durant períodes curts. En concret, l'acumulació de neu havia arribat als 80 cm durant una forta tempesta de neu del 4 al 6 de gener de 2002.

## Història

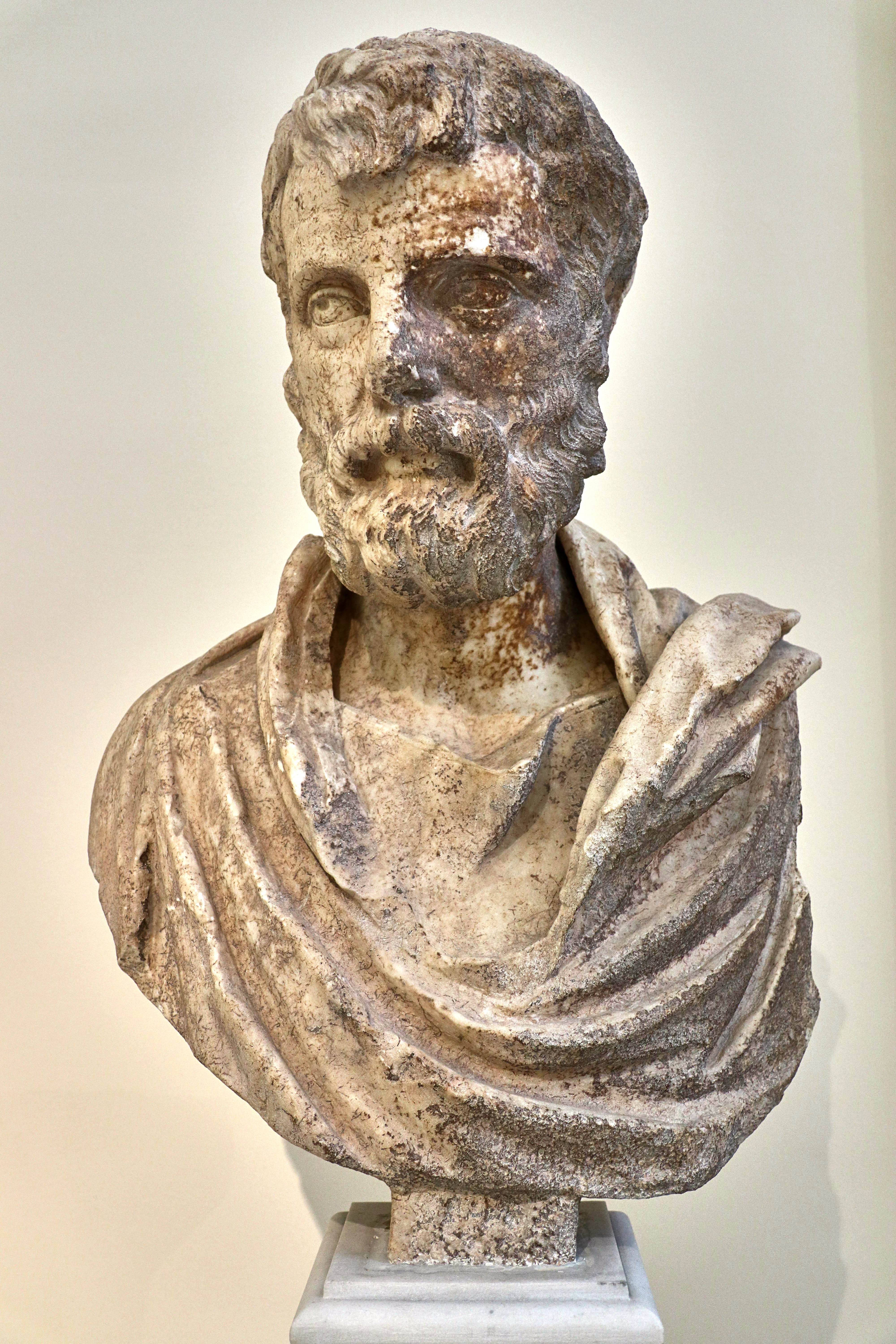
L'Herodes Àtic de Kephisia

A la Grècia clàssica, Kephisia era un demos de l'antiga Atenes. Fou lloc d'origen de l'afamat dramaturg Menandre (circa 342-291 aC). Kephisia esdevingué un famós lloc de descans per a filòsofs durant el regnat de l'emperador romà Hadrià, quan el benestant Herodes Àtic de Marató construí Vila Kephisia. En les seues "nits àtiques", Aulus Gel·li descriu l'ambient únic de forment intel·lectual i plaer aristocràtic en un paratge idíl·lic creat per Herodes. Era també costum d'Herodes Àtic oferir intrucció filosòfica gratuïta per a jóvens selectes d'Atenes. Les restes d'alguns dels monuments funeraris familiars romanen al centre del municipi, a la plaça Platonas. També sufragà l'engalanament d'un santuari a les nimfes construït prop de Kokkinara, al proper districte de Kefalari.
La història de Kephisia durant l'edat mitjana roman encara prou desconeguda, però les restes d'una església monestir dedicada a la Mare de Déu de l'Oronella (Panagia Chelidonas) s'associa amb una història sobre una batalla entre els habitants i uns "invasors" inespecifics. La capella és un estarany exemple d'església monacal amb una ximeneia inicialment, existint encara el fumeral.
Durant el període otomà, el 1667, Kifissià fou visitada pel viatger turc Evliya Çelebi. Fou descrita com a una xicoteta ciutat agrària localitzada en una fertil plana de bellesa paradisiaca, amb tres-centes cases de teulada ceràmica. La meitat dels habitants eren cristians i l'altra part restant, musulmans. També esmenta l'existència d'una única mesquita sense minaret i moltes petites capelles (algunes de les quals encara hui romanen en peu).

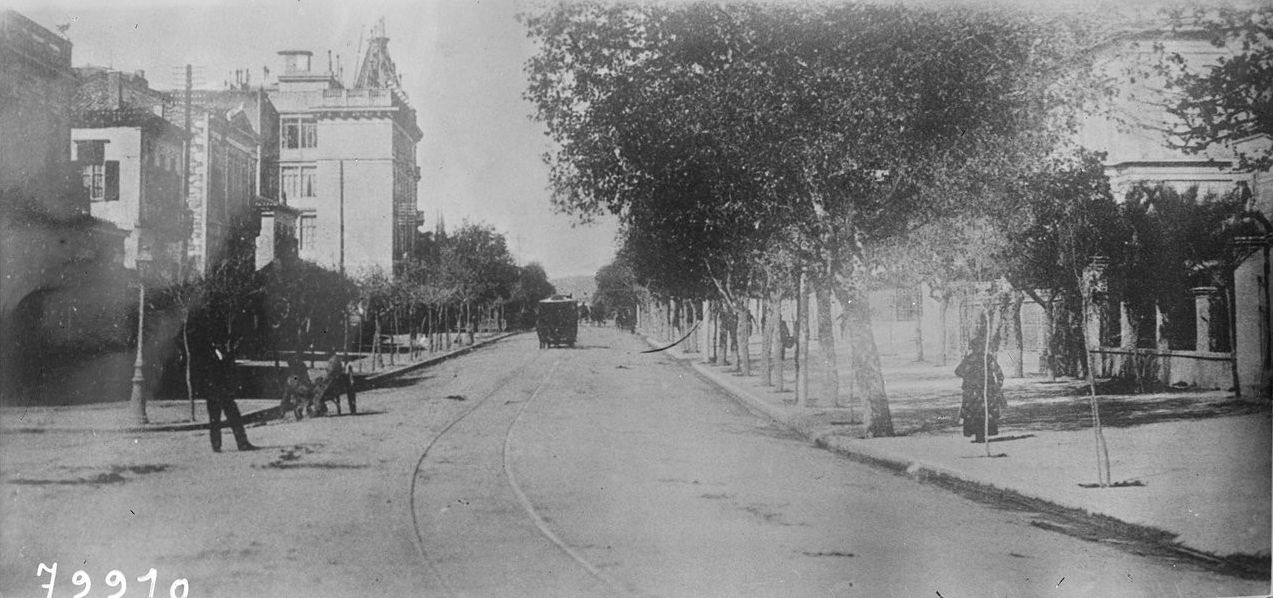
Carrer de Kifissià (1922)

La temperatura a Kifissià és significativament més baixa que la d'Atenes, així que després de l'independència de Grècia esdevingué ràpidament un lloc de vacances d'estiu per a les classes dominants del nou estat hel·lé. Al poble hi havia una comunitat de parlants d'albanés, però degut a la proximitat amb Atenes, l'idioma acaba desapreguent. La popularitat de Kifissià declinà a meitat del segle XIX degut al perill d'atacts del bandolers que infestaven les muntanyes properes. No obstant això, el final del bandolerisme i l'arribada del ferrocarril a la zona el 1885 suposà un fort creixement del poble. Era costum de les famílies benestants el construir viles d'estiu a Kifissià i la competició social contribuí a la creació d'un ambient arquitectònic d'excepció, sorgint-ne cada vegada més d'exòtiques i vanguardistes. Per a aquells que no es podien permetre una vila d'estiu també es construïren molts hotels, on els una mica menys rics podrien passar els mesos de vacances en companyia de la classe alta. L'època de màxima esplendor de Kifissià va ser probablement durant el període d'entreguerres, quan els líders dels dos principals partits polítics rivals van freqüentar diferents hotels de la ciutat juntament amb els seus seguidors més importants.
Després de l'alliberament de Grècia de l'ocupació alemanya el 1944, la Royal Air Force britànica va fer malament el seu quarter general a Kefalari, fent-se càrrec de diversos hotels. Amb l'esclat de la Guerra Civil grega, el personal de la RAF va ser primer assetjat, després obligat a rendir-se i va marxar a través de les muntanyes cap al nord de Grècia; sent alliberat a Trikala només després que s'hagués concertat una treva.

## Demografia
| Gràfica d'evolució de Kifissià entre 1981 i 2021 |
|                                                  |